# Socrate le demi-chien
Socrate le demi-chien est une BD de Joann Sfar (scénario) et Christophe Blain (dessin).
L'histoire est centrée sur le personnage de Socrate, un chien-philosophe qui parle, à travers lequel on voyage dans la mythologie grecque.

## Personnages

### Socrate le demi-chien
Socrate est le protagoniste principal de la série, qui accompagne le récit de ses pensées philosophiques. Son caractère s'oppose en tout à celui de son maître, Hercule, ce qui ne les empêche pas d'être inséparables.
Les auteurs annonçaient une suite à la fin du tome 3 dont l'action reste en suspens.

## Albums
- Tome 1 : Héraclès (2002)[1]
- Tome 2 : Ulysse (2004)
- Tome 3 : Œdipe à Corinthe (2009)
- Tome 4 : Œdipe roi (à paraître)